# Macrotermes
Macrotermes es un género de termitas  perteneciente a la familia Termitidae que tiene las siguientes especies:
1. Macrotermes acrocephalus
2. Macrotermes ahmadi
3. Macrotermes aleemi
4. Macrotermes annandalei
5. Macrotermes barneyi
6. Macrotermes beaufortensis
7. Macrotermes bellicosus
8. Macrotermes carbonarius
9. Macrotermes chaiglomi
10. Macrotermes choui
11. Macrotermes constrictus
12. Macrotermes convulsionarius
13. Macrotermes declivatus
14. Macrotermes denticulatus
15. Macrotermes falciger
16. Macrotermes gilvus
17. Macrotermes gratus
18. Macrotermes guangxiensis
19. Macrotermes hainanensis
20. Macrotermes herus
21. Macrotermes hopini
22. Macrotermes ituriensis
23. Macrotermes ivorensis
24. Macrotermes jinghongensis
25. Macrotermes khajuriae
26. Macrotermes latignathus
27. Macrotermes latinotus
28. Macrotermes lilljeborgi
29. Macrotermes longiceps
30. Macrotermes longimentis
31. Macrotermes luokengensis
32. Macrotermes maesodensis
33. Macrotermes malaccensis
34. Macrotermes medogensis
35. Macrotermes meidoensis
36. Macrotermes menglongensis
37. Macrotermes michaelseni
38. Macrotermes mozambicanus
39. Macrotermes muelleri
40. Macrotermes natalensis
41. Macrotermes niger
42. Macrotermes nobilis
43. Macrotermes orthognathus
44. Macrotermes peritrimorphus
45. Macrotermes probeaufortensis
46. Macrotermes renouxi
47. Macrotermes scheuthlei
48. Macrotermes serrulatus
49. Macrotermes singaporensis
50. Macrotermes subhyalinus
51. Macrotermes trapezoides
52. Macrotermes trimorphus
53. Macrotermes ukuzii
54. Macrotermes vitrialatus
55. Macrotermes yunnanensis
56. Macrotermes zhejiangensis